# Enemy of My Enemy
Enemy of My Enemy es el décimo quinto episodio de la primera temporada de la serie estadounidense de drama y ciencia ficción, The Tomorrow People. El episodio fue escrito por Phil Klemmer y Ray Utarnachitt y dirigido por Steve Adelson. Fue estrenado el 5 de marzo de 2014 en Estados Unidos por la cadena The CW.
Julian regresa y está más furioso que nunca y cuando se ve atrapado por Ultra decide hacer un trato con Jedikiah que podría costarle la vida y la de Stephen. Mientras tanto, Astrid está plagada de pesadillas después de su experiencia cercana a la muerte y se dirige a su nuevo amigo John para tener un poco de consuelo. John desobedece una vez más las órdenes de Cara cuando se entera de que Julian ha descubierto la localización de la guarida de los chicos del mañana. Finalmente, Stephen encuentra un extraño artefacto que era de su padre.

## Elenco
- Robbie Amell como Stephen Jameson.
- Peyton List como Cara Coburn.
- Luke Mitchell como John Young.
- Aaron Yoo como Russell Kwon.
- Madeleine Mantock como Astrid Finch.
- Mark Pellegrino como el Dr. Jedikiah Price.

## Continuidad
- Julian Masters y Charlotte fueron vistos anteriormente en Rumble.
- Astrid Finch fue vista anteriormente en Things Fall Apart.
- Julian es capturado por Ultra y hace un trato con Jedikiah.

- Jedikiah ordena implantar un dispositivo en la cabeza de Julian para asegurarse que cumplirá con su parte del trato.

- John ayuda a Astrid con su estrés postraumático.
- Este episodio muestra el día en el que Cara y John se conocieron, tres años atrás.
- Charlotte es capturada por Julian y éste obtiene la ubicación de la guarida.
- John vuelve a la guarida cuando se entera de que Charlotte fue capturada.
- Cara revela que tienen otra casa de seguridad.
- Julian ataca la guarida de los Chicos del mañana.
- Julian muere en este episodio.
- Russell rescata a Charlotte de ser enviada de vuelta a la ciudadela.
- TIM le dice a Stephen que Cara y John se reconciliaron.
- Stephen descubre un extraño artefacto que era de su padre y que parece reaccionar con él.

## Banda sonora[3]
| N.º | Intérprete    | Título            | Álbum     |
| --- | ------------- | ----------------- | --------- |
| 1   | The Districts | «Funeral Beds»    | Telephone |
| 2   | Die Antwoord  | «I Fink U Freeky» | Ten$ion   |